# 地獄恋 LOVE in the HELL
『地獄恋 LOVE in the HELL』（じごくれんラブインザヘル、英: Love in Hell）は、鈴丸れいじによる日本の漫画作品。ウェブコミック配信サイト『WEBコミックハイ!』（双葉社）にて2011年8月19日から2013年1月18日まで連載された。
続編『地獄恋Ⅱ LOVE in the HELL』（じごくれんつーラブインザヘル）が2015年3月26日から7月23日までAmazon Kindleの「Kindle連載」の形で連載され、『地獄恋 DEATH LIFE』（じごくれんデスライフ）に改題して単行本が発行された。その後Kindleの『漫画アクション』無料版にて2015年11月2日号より連載を再開し、2016年4月5日号まで連載された。

## 制作
もともと「エログロもの」の漫画を別の雑誌で描いていたが、出版される際には「何か違う」と感じることが多く、一度そうした違和感が無いものを制作し、出版社に持ち込んだのが本作のきっかけとなっている。
続編のタイトルが『DEATH LIFE』に変わったのには、「日常を描きたい」という思いが表れている。続編では、キャラクター数の増加など、前作で行っていない要素を多く取り入れている。

## 登場人物
千川 凛太郎（せんかわ りんたろう）
主人公。死んで地獄へ行く。
こより
鬼の少女。
桃音
巨乳でドSの鬼。
宇都宮颯介（うつのみやそうすけ）
『DEATH LIFE』の主人公。
沙凪（さなぎ）
鬼の少女。

## 書誌情報
- 鈴丸れいじ 『地獄恋 LOVE in the HELL』 双葉社〈アクションコミックス コミックハイブランド〉、全3巻
  1. 2012年3月12日発売[9]、ISBN 978-4-575-84046-9
  2. 2012年9月12日発売[11]、ISBN 978-4-575-84131-2
  3. 2013年3月12日発売[12]、ISBN 978-4-575-84205-0
- 鈴丸れいじ 『地獄恋 DEATH LIFE』 双葉社〈アクションコミックス〉、全2巻
  1. 2015年9月28日発売[10]、ISBN 978-4-575-84696-6
  2. 2016年10月7日発売[1]（電子のみ）

## 評価・反響
連載当時はあまり人気が出ず、打ち切りの形で連載終了となったが、2013年末から2014年初頭にかけて行われた電子書店のキャンペーンで大きく売り上げを伸ばし、Kindleでは2014年上半期に、書籍の売り上げランキング4位（コミックでは3位）を記録した。
『ファンダム・ポスト』のマシュー・アレキサンダーは、ストーリーにB+、アートにBの評価を与えている。